# الدغمية
الدغمية قرية سعودية، تتبع محافظة الخرمة بمنطقة مكة المكرمة. تقع في شرق مدينة الطائف بمسافة نحو (230) كم.

## التاريخ
مؤسس هجرة الدغمية هو الشيخ الفارس سلامه الادغم وقد سميت على الادغم وتعد من أقدم هجر قبيلة سبيع حيث أنها أسست على عهد الأمام عهد الامام محمد بن سعود
وقد انتقل سلامه الادغم بقبيلته الصمله من الجرثميه برنية إلى الخرمه وقام بتأسيس هجرة الدغميه اللي سميت على لقب الادغم ، وسكانها من قبيلة «الصمله» من قبيلة سبيع .